# Mouritz Mackeprang
Carl Mouritz Clod Mackeprang (født 28. december 1869 på Kidding, død 8. marts 1959 i Charlottenlund) var en dansk historiker, der 1922-1938 var direktør for Nationalmuseet.
Mackeprang blev født på hovedgården Kidding ved Gråsten (på den tid i Tyskland), hvor faderen, Adam Magnus Johannes Mackeprang (31. marts 1836 – 22. maj 1895), var forpagter. Han modtog undervisning på dansk i hjemmet, før han i 1881 blev elev på Sorø Akademis Skole. I 1888 blev han matematisk-naturvidenskabelig student og begyndte at læse historie og dansk på Københavns Universitet. Det blev dog ikke til nogen skoleembedseksamen – efter Mackeprangs eget udsagn, fordi han "havde grumme ondt ved at forliges med Latinen" og samtidig ønskede at blive "videnskabsmand" – og i stedet tog han magisterkonferens i historie i juni 1894. Allerede året før havde han vundet universitetets guldmedalje for afhandlingen Sønderjyllands statsretslige Stilling under Hertugerne af den Abelske Linje.
Den nyuddannede magister forestillede sig en karriere ved Rigsarkivet, men i vinteren 1894-1895 blev Mackeprang af professor Kristian Erslev spurgt om at hjælpe med at gennemgå de pavelige arkiver i Rom for materiale med relevans for dansk historie. Mackeprang slog til, da der ikke var udsigt til snarlig ansættelse på Rigsarkivet, og efter at være blevet gift tog han i september 1895 til Rom, hvor han blev frem til sommeren 1897. Allerede inden afrejsen fra Rom var han 9. februar 1897 blevet udnævnt til assistent ved Nationalmuseet med virkning fra 1. juni.
De første år på Nationalmuseet var Mackeprang optaget af at skrive disputatsen Dansk Købstadsstyrelse fra Valdemar Sejr til Christian IV, der lå klar i 1900. Herefter kastede han sig over de danske middelalderlige døbefonte efter at være blevet introduceret til emnet af kollegaen arkitekt J.B. Løffler (1843-1904), som havde en samling af opmålinger af fonte, der nu blev overladt Mackeprang. Han ansøgte med held Carlsbergfondet om støtte til undersøgelses- og fotograferingsrejser, som blev foretaget 1902-1905. Det var Mackeprang selv, der stod for fotograferingen med et af Mackeprang til museet anskaffet håndbygget kamera, som snedker Jens Poul Andersen (1844-1935) i Nellerød havde lavet. Kameraet, Nellerødkamera nr. 290, brugte store glasplader (12x16,5 cm), og Mackeprang nævner selv en lukkertid på tre minutter som typisk ved fotografering af en døbefont. Selv om teknikken med nutidens øjne må virke simpel, lykkedes det at få en stribe brugbare fotografier, og kameraet blev i årene fra 1913 brugt af Hugo Matthiessen (1881-1957).
Der kom dog ikke umiddelbart noget resultat ud af Mackeprangs rejser. Han var optaget af arbejdet på Nationalmuseet, hvor han i 1910 blev direktør for 2. afdeling og i 1922 for hele museet. Andre projekter trængte sig også på. I en anmeldelse af det indledende hæfte til Sveriges kyrkor fra 1912 fremsatte Mackeprang i tidsskriftet Architekten en plan om et værk med titlen Danmarks historiske Mindesmærker, men det blev dog aldrig til noget. Derimod blev en plan fra 1926 om værket Danmarks Kirker realiseret fra 1927. Det første hæfte udkom i 1933, og her indgik flere af Mackeprangs fotografier fra rejserne 1902-1905 som illustrationer.
I efteråret 1936 genoplivede Mackeprang dog planerne om et værk om døbefontene og ansøgte Carlsbergfondet om støtte til en ny, mindre fotograferingsrejse, da han ikke mente at det over 30 år gamle fotografiske materiale i alle tilfælde levede op til hvad man nu kunne forvente. Denne gang blev det dog ikke Mackeprang, men cand.mag. Erik Moltke, der stod for selve fotograferingen.
Mackeprangs forventning om snarest at kunne færdiggøre bogen om døbefontene skyldtes, at opførelsen af en ny museumsbygning nærmede sig afslutningen, hvilket han regnede med ville give den fornødne arbejdsro. Da han gik på pension et par måneder efter at den nye bygning blev indviet 20. maj 1938 gav det selvfølgelig endnu mere arbejdsro, og i 1941 blev Danmarks middelalderlige Døbefonte udgivet. Værket står stadig som hovedværket om de danske døbefonte og blev i 2003 udgivet i 2. udgave, der er et optryk af 1. udgave forsynet med en efterskrift af Jens Vellev. I 1948 fulgte Jydske Granitportaler, der også stadig står som hovedværket om sit emne.
Han var desuden medlem af bestyrelsen for Det Nationalhistoriske Museum på Frederiksborg Slot 1910-49 og 24. september 1912 blev han medlem af Det kongelige danske Selskab for Fædrelandets Historie. Han var medlem af Det Særlige Kirkesyn 1910-38; formand i Det Særlige Bygningssyn 1924-38; Undervisningsministeriets delegerede i bestyrelsen for Kunstindustrimuseet 1923-47, kst. direktør for samme oktober 1943-maj 1945; medlem af bestyrelsen for Den danske historiske Forening 1897-1914, formand for samme 1921-29, tildelt Det Kongelige Danske Videnskabernes Selskabs guldmedalje 1955; æresmedlem af Foreningen til norske Fortidsmindesmærkers Bevaring fra 1920; medlem af Kungl. Vitterhets Historie och Antikvitets Akademien i Stockholm fra 1929 og af Finska Fornminnesforeningen fra 1913. Han var Kommandør af 1. grad af Dannebrogordenen og Dannebrogsmand.
Mackeprang er begravet på Ordrup Kirkegård.